# Lista uczestników Tour de France 2011
Lista uczestników Tour de France 2011

## Drużyny
| #                                | Kolarz                                                      | Wiek | Poz. |
| -------------------------------- | ----------------------------------------------------------- | ---- | ---- |
| 1                                | Alberto Contador                                            | 28   | DSQ  |
| 2                                | Jesús Hernández Blázquez                                    | 29   | 92   |
| 3                                | Daniel Navarro                                              | 27   | 62   |
| 4                                | Benjamín Noval                                              | 32   | 116  |
| 5                                | Richie Porte                                                | 26   | 72   |
| 6                                | Chris Anker Sørensen                                        | 26   | 37   |
| 7                                | Nicki Sørensen › Mistrz Danii w wyścigu ze startu wspólnego | 36   | 95   |
| 8                                | Matteo Tosatto                                              | 37   | 123  |
| 9                                | Brian Vandborg                                              | 29   | 125  |
| Dyrektor sportowy: Bradley McGee |                                                             |      |      |

| #                               | Kolarz | Wiek | Poz. |
| ------------------------------- | --- | ---- | ---- |
| 11                              | Andy Schleck | 26   | 2    |
| 12                              | Fabian Cancellara › Mistrz świata w jeździe indywidualnej na czas › Mistrz Szwajcarii w wyścigu ze startu wspólnego | 30   | 119  |
| 13                              | Jakob Fuglsang | 26   | 50   |
| 14                              | Linus Gerdemann | 28   | 60   |
| 15                              | Maxime Monfort | 28   | 29   |
| 16                              | Stuart O’Grady | 37   | 78   |
| 17                              | Joost Posthuma | 30   | 108  |
| 18                              | Fränk Schleck › Mistrz Luksemburga w wyścigu ze startu wspólnego                                                    | 31   | 3    |
| 19                              | Jens Voigt | 39   | 67   |
| Dyrektor sportowy: Kim Andersen | |      |      |

| #                                            | Kolarz             | Wiek | Poz.  |
| -------------------------------------------- | ------------------ | ---- | ----- |
| 21                                           | Samuel Sánchez     | 33   | 5     |
| 22                                           | Gorka Izagirre     | 23   | 66    |
| 23                                           | Egoi Martínez      | 33   | 34    |
| 24                                           | Alan Pérez Lezaun  | 28   | 94    |
| 25                                           | Rubén Pérez Moreno | 29   | 75    |
| 26                                           | Amets Txurruka     | 28   | DNF-9 |
| 27                                           | Pablo Urtasun      | 31   | 149   |
| 28                                           | Iván Velasco       | 31   | DNS-6 |
| 29                                           | Gorka Verdugo      | 32   | 25    |
| Dyrektor sportowy: Igor González de Galdeano |                    |      |       |

| #                                | Kolarz                                                         | Wiek | Poz.  |
| -------------------------------- | -------------------------------------------------------------- | ---- | ----- |
| 31                               | Jurgen Van den Broeck                                          | 28   | DNF-9 |
| 32                               | Philippe Gilbert › Mistrz Belgii w wyścigu ze startu wspólnego | 28   | 38    |
| 33                               | André Greipel                                                  | 28   | 156   |
| 34                               | Sebastian Lang                                                 | 31   | 113   |
| 35                               | Jürgen Roelandts                                               | 26   | 85    |
| 36                               | Marcel Sieberg                                                 | 29   | 141   |
| 37                               | Jurgen Van De Walle                                            | 34   | DNF-4 |
| 38                               | Jelle Vanendert                                                | 26   | 19    |
| 39                               | Frederik Willems                                               | 31   | DNF-9 |
| Dyrektor sportowy: Herman Frison |                                                                |      |       |

| #                                       | Kolarz                                                               | Wiek | Poz.   |
| --------------------------------------- | -------------------------------------------------------------------- | ---- | ------ |
| 41                                      | Robert Gesink                                                        | 25   | 33     |
| 42                                      | Carlos Barredo                                                       | 30   | 35     |
| 43                                      | Lars Boom                                                            | 25   | DNF-13 |
| 44                                      | Juan Manuel Gárate                                                   | 35   | DNS-9  |
| 45                                      | Bauke Mollema                                                        | 24   | 70     |
| 46                                      | Grischa Niermann                                                     | 35   | 71     |
| 47                                      | Luis León Sánchez › Mistrz Hiszpanii w jeździe indywidualnej na czas | 27   | 57     |
| 48                                      | Laurens ten Dam                                                      | 30   | 58     |
| 49                                      | Maarten Tjallingii                                                   | 33   | 99     |
| Dyrektor sportowy: Adri van Houwelingen |                                                                      |      |        |

| #                                     | Kolarz                                                                        | Wiek | Poz.  |
| ------------------------------------- | ----------------------------------------------------------------------------- | ---- | ----- |
| 51                                    | Thor Hushovd › Mistrz świata w wyścigu ze startu wspólnego                    | 33   | 68    |
| 52                                    | Tom Danielson                                                                 | 33   | 8     |
| 52                                    | Julian Dean                                                                   | 36   | 145   |
| 53                                    | Tyler Farrar                                                                  | 27   | 159   |
| 54                                    | Ryder Hesjedal                                                                | 30   | 17    |
| 56                                    | David Millar                                                                  | 34   | 76    |
| 57                                    | Ramūnas Navardauskas › Mistrz Litwy w wyścigu ze startu wspólnego             | 23   | 157   |
| 58                                    | Christian Vande Velde                                                         | 35   | 16    |
| 59                                    | David Zabriskie › Mistrz Stanów Zjednoczonych w jeździe indywidualnej na czas | 32   | DNF-9 |
| Dyrektor sportowy: Jonathan Vaughters |                                                                               |      |       |

| #                                  | Kolarz              | Wiek | Poz.   |
| ---------------------------------- | ------------------- | ---- | ------ |
| 61                                 | Aleksandr Winokurow | 37   | DNF-9  |
| 62                                 | Rémy Di Grégorio    | 25   | 39     |
| 63                                 | Dmitrij Fofonow     | 34   | 106    |
| 64                                 | Andrij Hriwko       | 27   | 144    |
| 65                                 | Maksim Iglinski     | 30   | 105    |
| 66                                 | Roman Kreuziger     | 25   | 112    |
| 67                                 | Paolo Tiralongo     | 33   | DNF-17 |
| 68                                 | Tomas Vaitkus       | 29   | 140    |
| 69                                 | Andriej Zejc        | 24   | 45     |
| Dyrektor sportowy: Alexandr Shefer |                     |      |        |

| #                                 | Kolarz                                                           | Wiek | Poz.   |
| --------------------------------- | ---------------------------------------------------------------- | ---- | ------ |
| 71                                | Janez Brajkovič › Mistrz Słownii w jeździe indywidualnej na czas | 27   | DNF-5  |
| 72                                | Chris Horner                                                     | 39   | DNS-8  |
| 73                                | Markel Irizar                                                    | 31   | 84     |
| 74                                | Andreas Klöden                                                   | 36   | DNF-13 |
| 75                                | Levi Leipheimer                                                  | 37   | 32     |
| 76                                | Dmitrij Murawjow                                                 | 31   | 129    |
| 77                                | Sérgio Paulinho                                                  | 31   | 81     |
| 78                                | Jarosław Popowycz                                                | 31   | DNS-10 |
| 79                                | Haimar Zubeldia                                                  | 34   | 15     |
| Dyrektor sportowy: Johan Bruyneel |                                                                  |      |        |

| #                                | Kolarz                                                              | Wiek | Poz.  |
| -------------------------------- | ------------------------------------------------------------------- | ---- | ----- |
| 81                               | David Arroyo                                                        | 31   | 36    |
| 82                               | Andrey Amador                                                       | 24   | 166   |
| 83                               | Rui Alberto Faria Da Costa                                          | 24   | 90    |
| 84                               | Imanol Erviti                                                       | 27   | 88    |
| 85                               | José Iván Gutiérrez                                                 | 32   | 102   |
| 86                               | Beñat Intxausti                                                     | 25   | DNF-8 |
| 87                               | Wasil Kiryjenka                                                     | 30   | OTL-6 |
| 88                               | José Joaquín Rojas › Mistrz Hiszpanii w wyścigu ze startu wspólnego | 26   | 80    |
| 89                               | Francisco Ventoso                                                   | 29   | 139   |
| Dyrektor sportowy: Yvon Ledanois |                                                                     |      |       |

| #                                  | Kolarz               | Wiek | Poz. |
| ---------------------------------- | -------------------- | ---- | ---- |
| 91                                 | Ivan Basso           | 33   | 7    |
| 92                                 | Maciej Bodnar        | 26   | 143  |
| 93                                 | Kristijan Koren      | 24   | 87   |
| 94                                 | Paolo Longo Borghini | 30   | 126  |
| 95                                 | Daniel Oss           | 24   | 100  |
| 96                                 | Maciej Paterski      | 24   | 69   |
| 97                                 | Fabio Sabatini       | 26   | 167  |
| 98                                 | Sylwester Szmyd      | 33   | 42   |
| 99                                 | Alessandro Vanotti   | 30   | 133  |
| Dyrektor sportowy: Stefano Zanatta |                      |      |      |

| #                                 | Kolarz                 | Wiek | Poz.   |
| --------------------------------- | ---------------------- | ---- | ------ |
| 101                               | Nicolas Roche          | 26   | 26     |
| 102                               | Maxime Bouet           | 26   | 55     |
| 103                               | Hubert Dupont          | 30   | 22     |
| 104                               | John Gadret            | 32   | DNS-11 |
| 105                               | Sébastien Hinault      | 37   | 111    |
| 106                               | Blel Kadri             | 24   | 117    |
| 107                               | Sébastien Minard       | 29   | 110    |
| 108                               | Jean-Christophe Péraud | 34   | 9      |
| 109                               | Christophe Riblon      | 30   | 51     |
| Dyrektor sportowy: Vincent Lavenu |                        |      |        |

| #                             | Kolarz | Wiek | Poz.  |
| ----------------------------- | --- | ---- | ----- |
| 111                           | Bradley Wiggins › Mistrz Wielkiej Brytanii w wyścigu ze startu wspólnego › Mistrz Wielkiej Brytanii w jeździe indywidualnej na czas | 31   | DNF-7 |
| 112                           | Juan Antonio Flecha | 33   | 98    |
| 113                           | Simon Gerrans | 31   | 96    |
| 114                           | Edvald Boasson Hagen › Mistrz Norwegii w jeździe indywidualnej na czas                                                              | 24   | 53    |
| 115                           | Christian Knees | 30   | 64    |
| 116                           | Ben Swift | 23   | 137   |
| 117                           | Geraint Thomas | 25   | 31    |
| 118                           | Rigoberto Urán | 24   | 24    |
| 119                           | Xabier Zandio | 34   | 48    |
| Dyrektor sportowy: Sean Yates | |      |       |

| #                                   | Kolarz                                                          | Wiek | Poz.   |
| ----------------------------------- | --------------------------------------------------------------- | ---- | ------ |
| 121                                 | Sylvain Chavanel › Mistrz Francji w wyścigu ze startu wspólnego | 32   | 61     |
| 122                                 | Tom Boonen                                                      | 30   | DNF-7  |
| 123                                 | Gerald Ciolek                                                   | 24   | 150    |
| 124                                 | Kevin De Weert                                                  | 29   | 12     |
| 125                                 | Dries Devenyns                                                  | 27   | 46     |
| 126                                 | Addy Engels                                                     | 34   | 146    |
| 127                                 | Jérôme Pineau                                                   | 31   | 54     |
| 128                                 | Gert Steegmans                                                  | 30   | DNS-13 |
| 129                                 | Niki Terpstra                                                   | 27   | 134    |
| Dyrektor sportowy: Wilfried Peeters |                                                                 |      |        |

| #                                  | Kolarz            | Wiek | Poz.   |
| ---------------------------------- | ----------------- | ---- | ------ |
| 131                                | Sandy Casar       | 32   | 27     |
| 132                                | William Bonnet    | 29   | OTL-14 |
| 133                                | Mickaël Delage    | 25   | 132    |
| 134                                | Arnold Jeannesson | 25   | 14     |
| 135                                | Gianni Meersman   | 25   | 77     |
| 136                                | Rémi Pauriol      | 29   | DNF-7  |
| 137                                | Anthony Roux      | 24   | 101    |
| 138                                | Jérémy Roy        | 28   | 86     |
| 139                                | Arthur Vichot     | 22   | 104    |
| Dyrektor sportowy: Thierry Bricaud |                   |      |        |

| #                                | Kolarz           | Wiek | Poz. |
| -------------------------------- | ---------------- | ---- | ---- |
| 141                              | Cadel Evans      | 34   | 1    |
| 142                              | Brent Bookwalter | 27   | 114  |
| 143                              | Marcus Burghardt | 28   | 164  |
| 144                              | George Hincapie  | 38   | 56   |
| 145                              | Amaël Moinard    | 29   | 65   |
| 146                              | Steve Morabito   | 28   | 49   |
| 147                              | Manuel Quinziato | 31   | 115  |
| 148                              | Ivan Santaromita | 27   | 83   |
| 149                              | Michael Schär    | 24   | 103  |
| Dyrektor sportowy: John Lelangue |                  |      |      |

| #                              | Kolarz                                                         | Wiek | Poz. |
| ------------------------------ | -------------------------------------------------------------- | ---- | ---- |
| 151                            | Rein Taaramäe › Mistrz Estonii w jeździe indywidualnej na czas | 24   | 11   |
| 152                            | Mickaël Buffaz                                                 | 32   | 131  |
| 153                            | Samuel Dumoulin                                                | 30   | 162  |
| 154                            | Leonardo Duque                                                 | 31   | 121  |
| 155                            | Julien El Fares                                                | 26   | 40   |
| 156                            | Tony Gallopin                                                  | 23   | 79   |
| 157                            | David Moncoutié                                                | 36   | 41   |
| 158                            | Tristan Valentin                                               | 29   | 118  |
| 159                            | Romain Zingle                                                  | 24   | 152  |
| Dyrektor sportowy: Didier Rous |                                                                |      |      |

| #                                | Kolarz                                                        | Wiek | Poz.   |
| -------------------------------- | ------------------------------------------------------------- | ---- | ------ |
| 161                              | Damiano Cunego                                                | 29   | 6      |
| 162                              | Leonardo Bertagnolli                                          | 33   | DNF-18 |
| 163                              | Grega Bole › Mistrz Słowenii w wyścigu ze startu wspólnego    | 25   | 127    |
| 164                              | Matteo Bono                                                   | 27   | 93     |
| 165                              | Danilo Hondo                                                  | 37   | 109    |
| 166                              | Denys Kostjuk                                                 | 29   | 153    |
| 167                              | David Loosli                                                  | 31   | 59     |
| 168                              | Adriano Malori › Mistrz Włoch w jeździe indywidualnej na czas | 23   | 91     |
| 169                              | Alessandro Petacchi                                           | 37   | 107    |
| Dyrektor sportowy: Orlando Maini |                                                               |      |        |

| #                             | Kolarz             | Wiek | Poz. |
| ----------------------------- | ------------------ | ---- | ---- |
| 171                           | Mark Cavendish     | 26   | 130  |
| 172                           | Lars Bak           | 31   | 154  |
| 173                           | Bernhard Eisel     | 30   | 161  |
| 174                           | Matthew Goss       | 24   | 142  |
| 175                           | Tony Martin        | 26   | 44   |
| 176                           | Danny Pate         | 32   | 165  |
| 177                           | Mark Renshaw       | 28   | 163  |
| 178                           | Tejay van Garderen | 22   | 82   |
| 179                           | Peter Velits       | 26   | 18   |
| Dyrektor sportowy: Brian Holm |                    |      |      |

| #                                    | Kolarz                                                           | Wiek | Poz.  |
| ------------------------------------ | ---------------------------------------------------------------- | ---- | ----- |
| 181                                  | Thomas Voeckler                                                  | 32   | 4     |
| 182                                  | Anthony Charteau                                                 | 32   | 52    |
| 183                                  | Cyril Gautier                                                    | 23   | 43    |
| 184                                  | Yohann Gène                                                      | 30   | 158   |
| 185                                  | Vincent Jérôme                                                   | 26   | 155   |
| 186                                  | Christophe Kern › Mistrz Francji w jeździe indywidualnej na czas | 30   | DNS-5 |
| 187                                  | Perrig Quemeneur                                                 | 27   | 151   |
| 188                                  | Pierre Rolland                                                   | 24   | 10    |
| 189                                  | Sébastien Turgot                                                 | 27   | 120   |
| Dyrektor sportowy: Dominique Arnould |                                                                  |      |       |

| #                                   | Kolarz                                                          | Wiek | Poz.   |
| ----------------------------------- | --------------------------------------------------------------- | ---- | ------ |
| 191                                 | Władimir Karpiec                                                | 31   | 28     |
| 192                                 | Pawieł Brutt › Mistrz Rosji w wyścigu ze startu wspólnego       | 29   | DNF-9  |
| 193                                 | Dienis Galimzianow                                              | 25   | OTL-12 |
| 194                                 | Władimir Gusiew                                                 | 28   | 23     |
| 195                                 | Michaił Ignatjew › Mistrz Rosji w jeździe indywidualnej na czas | 26   | 147    |
| 196                                 | Władimir Isajczew                                               | 25   | DNF-13 |
| 197                                 | Aleksandr Kołobniew                                             | 30   | DNS-10 |
| 198                                 | Jegor Siłin                                                     | 23   | 73     |
| 199                                 | Jurij Trofimow                                                  | 27   | 30     |
| Dyrektor sportowy: Dmitrij Konyszew |                                                                 |      |        |

| #                                           | Kolarz            | Wiek | Poz.   |
| ------------------------------------------- | ----------------- | ---- | ------ |
| 201                                         | Romain Feillu     | 27   | DNS-12 |
| 202                                         | Borut Božič       | 30   | 136    |
| 203                                         | Thomas De Gendt   | 24   | 63     |
| 204                                         | Johnny Hoogerland | 28   | 74     |
| 205                                         | Björn Leukemans   | 34   | OTL-19 |
| 206                                         | Marco Marcato     | 27   | 89     |
| 207                                         | Wout Poels        | 23   | DNF-9  |
| 208                                         | Rob Ruijgh        | 24   | 20     |
| 209                                         | Lieuwe Westra     | 28   | 128    |
| Dyrektor sportowy: Hilaire Van der Schueren |                   |      |        |

| #                                  | Kolarz             | Wiek | Poz. |
| ---------------------------------- | ------------------ | ---- | ---- |
| 211                                | Jérôme Coppel      | 24   | 13   |
| 212                                | Arnaud Coyot       | 30   | 148  |
| 213                                | Anthony Delaplace  | 21   | 135  |
| 214                                | Jimmy Engoulvent   | 31   | 160  |
| 215                                | Jérémie Galland    | 28   | 138  |
| 216                                | Jonathan Hivert    | 26   | 97   |
| 217                                | Fabrice Jeandesboz | 26   | 124  |
| 218                                | Laurent Mangel     | 30   | 122  |
| 219                                | Yannick Talabardon | 29   | 47   |
| Dyrektor sportowy: Stéphane Heulot |                    |      |      |